# Уткино (Северо-Казахстанская область)
Уткино (каз. Уткино) — упразднённое село в Жамбылском районе Северо-Казахстанской области Казахстана. Упразднено в 2018 г. Входило в состав Кладбинского сельского округа. Код КАТО — 594643400.

## Население
В 1999 году население села составляло 212 человек (99 мужчин и 113 женщин). По данным переписи 2009 года, в селе проживало 80 человек (39 мужчин и 41 женщина).По сведениям на 01.08.2017 в селе проживало 14 человек.